# Passwd
passwd（パスワード）は Unix系OSで使うコマンドである。ユーザのパスワードを変えるのに用いる。

## 機能
ハッシュ化された新しいパスワードを生成するのに鍵導出関数を使う。ハッシュ化されたものだけを保存する。ハッシュ化したパスワードをローカルファイルに保存する。その場所は/etc/passwdや、shadowパスワードが使われているときは/etc/shadowである。ローカルに保存するということは、コマンドを実行したコンピュータのみに変更されたパスワードを適用するということである。
PAM (Pluggable authentication module) が使われていれば、どの分散認証機構でもpasswdコマンドがパスワードを変更するのに使える。PAMに対応したOSとしてLinux、Solaris、macOSやFreeBSDがある。また、PAMモジュールのあるスキームにはサン・マイクロシステムズの NIS、ケルベロス認証、LDAPなどがある。passwdは、Linux Standard Baseでも指定コマンドになっている。

## 関連
PAMが登場する前は、パスワードを変えるために認証スキーム毎に異なるコマンドを使う必要があった。例えば、NISパスワードを変更するコマンドはyppasswdだった。このためユーザは異なるシステムではパスワードを変える方法が違うということに気をつけなければならなかった。また、同じ機能を持つにもかかわらず、バックエンド毎に別のプログラムを書かなければならないという無駄が生じていた。